# Холиен, Стине
Сти́не Хо́лиен (норв. Stine Haalien; род. 22 февраля 1994, Берум) — норвежская кёрлингистка.
В составе женской сборной Норвегии участница зимних Универсиад 2015 и  2017.

## Команды
| Сезон                                               | Четвёртый         | Третий             | Второй          | Первый         | Запасной                             | Турниры              |
| --------------------------------------------------- | ----------------- | ------------------ | --------------- | -------------- | ------------------------------------ | -------------------- |
| 2011—12                                             | Пиа Трульсен      | Nora Hilding       | Marie Odnes     | Стине Холиен   |                                      |                      |
| 2012—13                                             | Кристине Давангер | Nora Hilding       | Ингвиль Скага   | Стине Холиен   | Юлие Кьер Мольнар тренер: Петтер Моэ | ЧМЮ 2013 (7 место)   |
| 2013—14                                             | Nora Hilding      | Юлие Мольнар       | Ингвиль Скага   | Стине Холиен   | тренер: Петтер Моэ                   | ПЕЮ 2014 (5 место)   |
| 2014—15                                             | Пиа Трульсен      | Юлие Мольнар       | Ингвиль Скага   | Стине Холиен   | тренер: Петтер Моэ                   | ЗУ 2015 (6 место)    |
| 2016—17                                             | Пиа Трульсен      | Ингвиль Скага      | Mari Forbregd   | Стине Холиен   | тренер: Петтер Моэ                   | ЗУ 2017 (9 место)    |
| Кёрлинг среди смешанных команд (mixed curling)      |                   |                    |                 |                |                                      |                      |
| 2011—12                                             | Мартин Сесакер    | Стине Холиен       | Markus Skogvold | Ina Roll Backe | тренер: Петтер Моэ                   | ЗЮОИ 2012 (8 место)  |
| Кёрлинг среди смешанных пар (mixed doubles curling) |                   |                    |                 |                |                                      |                      |
| 2011—12                                             | Стине Холиен      | Александр Коршунов |                 |                | тренер: Петтер Моэ                   | ЗЮОИ 2012 (17 место) |

(скипы выделены полужирным шрифтом)